# 馬場大馬路 (巴士總站)
馬場大馬路（葡萄牙語：Avenida do Hipódromo）位於澳門祐漢馬場大馬路的一個終點站，該站是受颱風天鴿影響而設立，現時只有澳巴10B路線使用該站。

## 歷史
- 受颱風天鴿影響，澳門關閘總站被浸，所有在內設站的巴士遷出，路線分別遷往巴波沙大馬路和關閘馬路。但巴波沙大馬路路面陝窄，和關閘馬路本身有巴士作中途站／終點站。為減少阻塞交通，而設立本站。

- 2017年9月25日，10B路線以本站作臨時落客總站。[1][2][3][4]

- 2017年9月30日，本站命名為「馬場大馬路」。

- 2017年11月15日，10B路線遷至本站上落客。[5]

## 終點站路線資料
| 澳巴 | 10B | 馬場大馬路 | ↺ 殷皇子馬路 | - 祐漢（祐漢街市、麗華） - 福泰工業大廈 - 黑沙環（黑沙環公園、廣華、東華） - 慕拉士及漁翁街（飛通大廈、水塘） - 外港碼頭 - 金蓮花廣場及大賽車博物館 - 萬龍酒店及理工大學 - 羅理基（東方拱門、治安警察局） - 南灣（中華廣場） |

## 鄰近公共運輸站
M1 關閘總站（Portas do Cerco / Terminal）
路線：1、3、3X、10、17、25、25B、27、30、34、51A、61、AP1、MT4
M9 關閘廣場（Praça dos Portas do Cerco）
路線：3A、3BX、27、51、59
M222 看台街（Rua da Tribuna）
路線：3A、17S、27、30、34、51A、AP1、N1A
M225 看台街／騎士馬路（Rua da Tribuna / Est. dos Cavaleiros）
路線：1、9A、28C、101X
M282 永定街（Rua da Serenidade）
路線：18、18B

## 外部連結
- 澳巴官方網站 （繁體中文） （页面存档备份，存于）